# Орлиноярське
Орлиноя́рське — колишнє село в Балаклійському районі Харківської області, входило до складу Шевелівської сільської ради.
Село постраждало внаслідок геноциду українського народу, проведеного урядом СССР в 1932—1933 роках, кількість встановлених жертв в Лозовеньці, Шопинці, Орлиноярському, Новопавлівці, комуні ім. Леніна, Новій Серпухівці, Михайлівці, Тушині, Садках, Запольному, Вольному, комуні Червоне Село — 123 людей.
Орлиноярське знаходилося за 2 км від села Нова Павлівка. 1981 року в селі проживало 50 людей. 1986 року зняте з обліку.

## Також
- Перелік населених пунктів, що постраждали від Голодомору 1932—1933 (Харківська область)